# Braeburn Lodge
Pour les articles homonymes, voir Braeburn (homonymie).
Braeburn Lodge est un village situé dans le territoire du Yukon au Canada. À proximité se trouve l'aérodrome Braeburn Airport, appelé aussi Cinnamon Bun Airstrip.
C'est un point de passage de la course de chiens de traineau Yukon Quest.